# Grammy Awards 2015
La 57ª edizione dei Grammy Awards si è svolto l'8 febbraio 2015 allo Staples Center di Los Angeles, California. Lo show è stato trasmesso dal vivo sul canale televisivo statunitense CBS.

## Esibizioni
- AC/DC - "Rock or Bust"/ "Highway to Hell"
- Ariana Grande - "Just a Little Bit of Your Heart"
- Jessie J & Tom Jones - "You've Lost That Lovin' Feelin'"
- Miranda Lambert - "Little Red Wagon"
- Kanye West - "Only One"
- Madonna - "Living for Love"
- Ed Sheeran - "Thinking Out Loud"
- Electric Light Orchestra - "Evil Woman" / "Mr. Blue Sky"
- Adam Levine & Gwen Stefani - "My Heart Is Open
- Hozier & Annie Lennox - "Take Me to Church" / "I Put a Spell on You"
- Pharrell Williams - "Happy"
- Katy Perry - "By the Grace of God"
- Lady Gaga & Tony Bennett - "Cheek to Cheek"
- Usher - "If It's Magic"
- Eric Church - "Give Me Back My Hometown"
- Brandy Clark & Dwight Yoakam - "Hold My Hand"
- Rihanna, Kanye West & Paul McCartney - "FourFiveSeconds"
- Sam Smith & Mary J. Blige - "Stay with Me"
- Juanes - "Juntos (Together)"
- Sia - "Chandelier"
- Beck & Chris Martin - "Heart Is a Drum"
- Beyoncé - "Take My Hand, Precious Lord"
- John Legend & Common - "Glory"

## Vincitori e candidati

### Assoluti

#### Registrazione dell'anno
- Stay with Me (Darkchild Version) - Sam Smith;  Steve Fitzmaurice, Rodney Jerkins e Jimmy Napes (produttori); Steve Fitzmaurice, Jimmy Napes e Steve Price (ingegneri/mixers); Tom Coyne (ingegnere del mastering)
- Fancy - Iggy Azalea feat. Charli XCX;  The Arcade e The Invisible Men (produttori); John Armstrong, Anthony Kilhoffer e Eric Weaver (ingegneri/mixers); Miles Showell (ingegnere del mastering)
- Chandelier - Sia;  Greg Kurstin e Jesse Shatkin (produttori); Greg Kurstin, Manny Marroquin e Jesse Shatkin (ingegneri/mixers); Emily Lazar (ingegnere del mastering)
- Shake It Off - Taylor Swift;  Max Martin e Shellback (produttori); Șerban Ghenea, John Hanes, Sam Holland e Michael Ilbert (ingegneri/mixers); Tom Coyne (ingegnere del mastering)
- All About That Bass - Meghan Trainor;  Kevin Kadish (produttore); Kevin Kadish (ingegnere/mixers); Dave Kutch (ingegnere del mastering)

#### Canzone dell'anno
- Stay with Me (Darkchild version) - Sam Smith; scritta da James Napier, William Phillips e Sam Smith
- Take Me to Church - Hozier; scritta da Andrew Hozier-Byrne
- Chandelier - Sia; scritta da Sia Furler e Jesse Shatkin
- Shake It Off - Taylor Swift; scritta da Max Martin, Shellback e Taylor Swift
- All About That Bass - Meghan Trainor; scritta da Kevin Kadish e Meghan Trainor

#### Album dell'anno
- Morning Phase - Beck
- Beyoncé - Beyoncé
- X - Ed Sheeran
- In the Lonely Hour - Sam Smith
- Girl - Pharrell Williams

#### Miglior artista esordiente
- Sam Smith
- Iggy Azalea
- Bastille
- Brandy Clark
- Haim

### Pop

#### Miglior interpretazione pop solista
- Pharrell Williams – Happy - (Live)
- John Legend – All of Me - (Live)
- Sia – Chandelier
- Sam Smith – Stay with Me (Darkchild Version)
- Taylor Swift – Shake It Off

#### Miglior interpretazione pop di un duo o un gruppo
- A Great Big World feat. Christina Aguilera – Say Something
- Iggy Azalea feat. Charli XCX – Fancy
- Coldplay – A Sky Full of Stars
- Jessie J, Ariana Grande & Nicki Minaj – Bang Bang
- Katy Perry feat. Juicy J – Dark Horse

#### Miglior album pop vocale
- In the Lonely Hour - Sam Smith
- Ghost Stories - Coldplay
- Bangerz - Miley Cyrus
- My Everything - Ariana Grande
- Prism - Katy Perry
- X - Ed Sheeran

#### Miglior album pop tradizionale
- Cheek to Cheek - Tony Bennett e Lady Gaga
- Nostalgia - Annie Lennox
- Night Songs - Barry Manilow
- Sending You a Little Christmas - Johnny Mathis
- Partners - Barbra Streisand

### Dance/Elettronica

#### Migliore registrazione dance
- Rather Be - Clean Bandit feat. Jess Glynne
- Never Say Never - Basement Jaxx
- F for You - Disclosure feat. Mary J. Blige
- I Got U - Duke Dumont feat. Jax Jones
- Faded - Zhu

#### Miglior album dance/elettronico
- Syro - Aphex Twin
- while(1<2) - deadmau5
- Nabuma Rubberband - Little Dragon
- Do It Again - Röyksopp e Robyn
- Damage Control - Mat Zo

### Musica contemporanea strumentale

#### Miglior album musica contemporanea strumentale
- 'Chris Thile' feat. Edgar Meyer – Bass & Mandolin
- Mindi Abair – Wild Heart
- Gerald Albright – Slam Dunk
- Nathan East – Nathan East
- Jeff Lorber, Chuck Loeb & Everette Harp – Jazz Funk Soul

### Rock

#### Miglior interpretazione rock
- Jack White – Lazaretto
- Ryan Adams – Gimme Something Good
- Arctic Monkeys – Do I Wanna Know?
- Beck – Blue Moon
- The Black Keys – Fever

#### Miglior interpretazione metal
- Tenacious D - The Last in Line
- Anthrax – Neon Knights
- Mastodon – High Road
- Motörhead – Heartbreaker
- Slipknot – The Negative One

#### Miglior canzone rock
- Ain't It Fun - Paramore: scritta da Hayley Williams e Taylor York
- Gimme Something Good - Ryan Adams; scritta da Ryan Adams
- Fever - The Black Keys; scritta da Dan Auerbach, Brian Burton e Patrick Carney
- Blue Moon - Beck; scritta da Beck
- Lazaretto - Jack White; scritta da Jack White

#### Miglior album rock
- Morning Phase - Beck
- Ryan Adams - Ryan Adams
- Turn Blue - The Black Keys
- Hypnotic Eye - Tom Petty and the Heartbreakers
- Songs of Innocence - U2

### Alternative

#### Miglior album di musica alternativa
- St. Vincent – St. Vincent
- Alt-J – This Is All Yours
- Arcade Fire – Reflektor
- Cage the Elephant – Melophobia
- Jack White – Lazaretto

### R&B

#### Miglior interpretazione R&B
- Beyoncé feat. Jay-Z – Drunk in Love
- Chris Brown feat. Usher e Rick Ross – New Flame
- Jennifer Hudson feat. R. Kelly – It's Your World
- Ledisi – Like This
- Usher – Good Kisser

#### Miglior interpretazione R&B tradizionale
- Robert Glasper Experiment feat. Lalah Hathaway, Malcolm Jamal Warner – Jesus Children
- Marsha Ambrosius, Anthony Hamilton – As
- Angie Fisher – I.R.S
- Kem – Nobody
- Antonique Smith – Hold Up Wait a Minute (Woo Woo)

#### Miglior canzone R&B
- Drunk in Love - Beyoncé feat. Jay-Z; scritta da Jay-Z, Rasool Diaz, Noel Fisher, Jerome Harmon, Beyoncé, Timothy Mosley, Andre Eric Protor e Brian Soto
- Good Kisser -  Usher; scritta da Ronald "Flippa" Colson, Warren "Oak" Felder, Usher, Jameel Roberts, Terry "Tru" Sneed, & Andrew "Pop" Wansel
- New Flame - Chris Brown feat. Usher,  Rick Ross; scritta da Eric Belinger, Chris Brown, James Chambers, Malissa Hunter, Justin Booth Johnson, Mark Pitts, Usher, Rick Ross, Verse Simmonds e Keith Thomas
- Options (Wolfjames Version) - Luke James ft. Rick Ross; scritta da Dominic Gordon, Brandon Hesson e Jamaica "Kahn-Cept" Smith
- The Worst - Jhené Aiko; scritta da Jhené Aiko

#### Miglior album Urban Contemporary
- Pharrell Williams – Girl
- Jhené Aiko – Sail Out
- Beyoncé – Beyoncé
- Chris Brown – X
- Mali Music – Mali Is...

#### Miglior album R&B
- Love, Marriage & Divorce - Toni Braxton feat. Babyface
- Islander - Bernhoft
- Lift Your Spirit - Aloe Blacc
- Black Radio 2 - Robert Glasper Experiment
- Give the People What They Want - Sharon Jones feat. The Dap-Kings

### Rap

#### Miglior interpretazione rap
- Kendrick Lamar – i
- Childish Gambino – 3005
- Drake – 0 to 100 / The Catch Up
- Eminem – Rap God
- Lecrae – All I Need Is You

#### Miglior collaborazione con un artista rap
- Eminem feat. Rihanna – The Monster
- Common feat. Jhené Aiko – Blak Majik
- ILoveMakonnen feat. Drake – Tuesday
- Schoolboy Q feat. BJ the Chicago Kid – Studio
- Kanye West feat. Charlie Wilson – Bound 2

#### Miglior canzone rap
- i - Kendrick Lamar; scritta da Kendrick Lamar, Columbus Smith e Ronald Isley
- Anaconda - Nicki Minaj; scritta da Da Internz, Polow da Don, Nicki Minaj e J. Solone Myvett
- Bound 2 - Kanye West feat. Charlie Wilson; scritta da Mike Dean, Malik Jones, Che Pope, Elon Rutberg, Sakiya Sandifer, John Legend, Kanye West, Charlie Wilson e Cydel Young
- We Dem Boyz - Wiz Khalifa; scritta da Noel Fisher e Wiz Khalifa
- 0 to 100/The Catch Up - Drake; scritta da Frank Dukes, Drake, Vinylz, Nineteen85, Boi-1da e 40

#### Miglior album rap
- The Marshall Mathers LP 2 - Eminem
- The New Classic - Iggy Azalea
- Nobody's Smiling - Common
- Because the Internet - Childish Gambino
- Blacc Hollywood - Wiz Khalifa
- Oxymoron - Schoolboy Q

### Country

#### Miglior interpretazione country solista
- Carrie Underwood – Something in the Water
- Eric Church – Give Me Back My Hometown
- Hunter Hayes – Invisible
- Miranda Lambert – Automatic
- Keith Urban – Cop Car

#### Miglior interpretazione country di un duo/gruppo
- The Band Perry – Gentle on My Mind
- Miranda Lambert & Carrie Underwood – Somethin' Bad
- Little Big Town – Day Drinking
- Tim McGraw feat. Faith Hill – Meanwhile Back at Mama's
- Keith Urban feat. Eric Church – Raise 'Em Up

#### Miglior canzone country
- Glen Campbell – I'm Not Gonna Miss You
- Kenny Chesney – American Kids
- Miranda Lambert – Automatic
- Eric Church – Give Me Back My Hometown
- Tim McGraw feat. Faith Hill – Meanwhile Back at Mama's

#### Miglior album country
- Miranda Lambert – Platinum
- Dierks Bentley – Riser
- Eric Church – The Outsiders
- Brandy Clark – 12 Stories
- Lee Ann Womack – The Way I'm Livin'

### New Age

#### Miglior album new age
- Winds of Samsara - Ricky Kej feat. Wouter Kellerman
- Bhakti - Paul Avgerinos
- Ritual - Peter Kater e Raymond Carlos Nakai
- Symphony Live in Istanbul - Kitarō
- In Love and Longing - Silvia Nakkach e David Darling

### Jazz

#### Miglior interpretazione jazz solista
- 'Chick Corea' – Fingerprints
- Kenny Barron – The Eye of the Hurricane
- Fred Hersch – You & the Night & the Music
- Joe Lovano – Recorda Me
- Brad Mehldau – Sleeping Giant

#### Miglior album jazz vocale
- 'Dianne Reeves' – Beautiful Life
- Billy Childs & AA.VV. – Map to the Treasure: Reimagining Laura Nyro
- René Marie – I Wanna Be Evil
- Gretchen Parlato – Live in NYC
- Tierney Sutton – Paris Sessions

#### Miglior album jazz strumentale
- 'Chick Corea' Trio – Trilogy
- Brian Blade & The Fellowship Band – Landmarks
- Fred Hersch Trio – Floating
- Bobby Hutcherson, David Sanborn, Joey DeFrancesco feat. Billy Hart – Enjoy the View
- Jason Moran – All Rise: A Joyful Elegy for Fats Waller

#### Miglior album jazz di un ensemble
- Gordon Goodwin's Big Phat Band – Life in the Bubble
- The Clayton-Hamilton Jazz Orchestra – The L.A. Treasures Project
- Rufus Reid – Quiet Pride: The Elizabeth Catlett Project
- Archie Shepp Attica Blues Orchestra – Live: I Hear the Sound
- The Vanguard Jazz Orchestra – verTime: Music of Bob Brookmeyer

#### Miglior album jazz latino
- Arturo O'Farrill & The Afro Latin Jazz Orchestra – The Offense of the Drum
- Conrad Herwig feat. Joe Lovano – The Latin Side of Joe Henderson
- The Pedrito Martinez Group – The Pedrito Martinez Group
- Emilio Solla y la Inestable De Brooklyn – Second Half
- Yosvany Terry – New Throned King

### Gospel/musica cristiana contemporanea

#### Miglior interpretazione/canzone gospel
- 'Smokie Norful' – No Greater Love
- Erica Campbell feat. Lecrae – Help
- Karen Clark Sheard – Sunday A.M. (Live)
- Mali Music – I Believe
- The Walls Group – Love on the Radio

#### Miglior interpretazione/canzone di musica cristiana contemporanea
- 'Lecrae' feat. For King & Country – Messengers
- Francesca Battistelli – Write Your Story
- Crowder – Come As You Are
- MercyMe – Shake
- Needtobreathe – Multiplied

#### Miglior album gospel
- Erica Campbell – Help
- Ricky Dillard & New G – Amazing (Live)
- William McDowell – Withholding Nothing (Live)
- Smokie Norful – Forever Yours
- Anita Wilson – Vintage Worship

#### Miglior album di musica cristiana contemporanea
- For King & Country – Run Wild. Live Free. Love Strong.
- Francesca Battistelli – If We're Honest
- Natalie Grant – Hurricane
- MercyMe – Welcome to the New
- Royal Tailor – Royal Taylor

#### Miglior album roots gospel
- 'Mike Farris' – Shine for All the People
- T. Graham Brown – Forever Changed
- Gaither Vocal Band – Hymns
- Tim Menzies – His Way of Loving Me

### Latin

#### Miglior album pop latino
- Rubén Blades – Tangos
- Camila – Elypse
- Lila Downs, Niña Pastori & Soledad – Raiz
- Juanes – Loco de amor
- Marco Antonio Solís – Gracias por estar aquí

#### Miglior album rock urban latino o di musica alternativa
- Calle 13 – Multiviral
- Chocquibtown – Behind the Machine (Detrás de la máquina)
- Jorge Drexler – Bailar en la cueva
- Molotov – Agua maldita
- Ana Tijoux – Vengo

#### Miglior album di musica regionale messicana compreso il Tex-Mex
- Vicente Fernández – Mano a mano - Tangos a la manera de Vicente Fernndez
- Pepe Aguilar – Lastima que sean ajenas
- Ixya Herrera – Voz y guitarra
- Mariachi divas de Cindy Shea – 15 aniversario
- Mariachi los Arrieros del Valle – Alegria del mariachi

#### Miglior album latino tropical
- Carlos Vives – Más + Corazón profundo
- El Gran Combo de Puerto Rico – 50 aniversario
- Aymée Nuviola – First Class to Havana
- Palo! – Live
- Totó La Momposina – El asunto

### Americana

#### Miglior interpretazione americana roots
- Rosanne Cash – A Feather's Not a Bird
- Gregg Allman & Taj Mahal – Statesboro Blues
- Billy Childs feat. Alison Krauss & Jerry Douglas – And When I Die
- Keb' Mo' feat. The California Feet Warmers – The Old Me Better
- Nickel Creek – Destination

#### Miglior canzone americana roots
- Rosanne Cash – A Feather's Not a Bird
- Jesse Winchester – Just So Much
- Del McCoury Band – The New York Trains
- Steve Martin & Steep Canyon Rangers feat. Edie Brickell – Pretty Little One
- John Hiatt – Terms of My Surrender

#### Miglior album americana
- Rosanne Cash – The River & the Thread
- John Hiatt – Terms of My Surrender
- Keb' Mo' – BluesAmericana
- Nickel Creek – A Dotted Line
- Sturgill Simpson – Metamodern Sounds in Country Music

#### Miglior album bluegrass
- The Earls of Leicester – The Earls of Leicester
- Noam Pikelny – Noam Pikelny Plays Kenny Baker Plays Bill Monroe
- Frank Solivan & Dirty Kitchen – Cold Spell
- Bryan Sutton – Into My Own
- Rhonda Vincent – Only Me

#### Miglior album blues
- Johnny Winter – Step Back
- Dave Alvin & Phil Alvin – Common Ground: Dave Alvin & Phil Alvin Play and Sing the Songs of Big Bill Broonzy
- Ruthie Foster – Promise of a Brand New Day
- Charlie Musselwhite – Juke Joint Chapel
- Bobby Rush & Blinddog Smokin' – Decisions

#### Miglior album folk
- Old Crow Medicine Show – Remedy
- Mike Auldridge, Jerry Douglas & Rob Ickes – Three Bells
- Alice Gerrard – Follow the Music
- Eliza Gilkyson – The Nocturne Diaries
- Jesse Winchester – A Reasonable Amount of Trouble

#### Miglior album di musica regionale
- Jo-El Sonnier – The Legacy
- Bonsoir, Catin – Light the Stars
- Kamaka Kukona – Hanu 'a'ala
- Magnolia Sisters – Love's Lies
- Joe Tohonnie Jr. – Ceremony

### Reggae

#### Miglior album reggae
- Fly Rasta - Ziggy Marley
- Back on the Controls - Lee "Scratch" Perry
- Full Frequency - Sean Paul
- Out of Many, One Music - Shaggy
- The Reggae Power - Sly & Robbie and Spicy Chocolate
- Amid the Noise and the Haste - SOJA

### World Music

#### Miglior album di musica world
- 'Angélique Kidjo' – Eve
- Toumani Diabaté & Sidiki Diabaté – Toumani & Sidiki
- Wu Man, Luis Conte & Daniel Ho – Our World in Song
- Sérgio Mendes – Magic
- Anoushka Shankar – Traces of You

### Per l'infanzia

#### Miglior album di musica per bambini
- Neela Vaswani – I Am Malala: How One Girl Stood Up for Education and Changed the World (Malala Yousafzai)
- The Pop Ups – Appetite for Construction
- Brady Rymer & The Little Band That Could – Just Say Hi!
- Secret Agent 23 Skidoo – The Perfect Quirk
- The Okee Dokee Brothers – Through the Woods

### Album parlato

#### Miglior album parlato
- Joan Rivers – Diary of a Mad Diva
- James Franco – Actors Anonymous
- Jimmy Carter – A Call to Action
- John Waters – Carsick: John Waters Hitchhikes Across America
- Gloria Gaynor – We Will Survive: True Stories of Encouragement, Inspiration, and the Power of Song

### Umorismo

#### Miglior album umoristico
- "Weird Al" Yankovic – Mandatory Fun
- Jim Gaffigan – Obsessed
- Louis C.K. – Oh My God
- Patton Oswalt – Tragedy Plus Comedy Equals Time
- Sarah Silverman – We Are Miracles

### Spettacolo musicale

#### Miglior album musical teatrale
- Beautiful: The Carole King Musical
- Aladdin
- A Gentleman's Guide to Love & Murder
- Hedwig and the Angry Inch
- West Side Story

### Musica per arti visive

#### Miglior raccolta di colonna sonora per arti visive
- AA.VV. – Frozen
- AA.VV. – American Hustle
- James Brown – Get on Up: The James Brown Story
- AA.VV. – Guardians of the Galaxy: Awesome Mix Vol. 1
- AA.VV. – The Wolf of Wall Street

#### Miglior composizione di colonna sonora per arti visive
- 'Alexandre Desplat' – The Grand Budapest Hotel
- Christophe Beck – Frozen
- Trent Reznor & Atticus Ross – Gone Girl
- Steven Price – Gravity
- Thomas Newman – Saving Mr. Banks

#### Miglior canzone per arti visive
- Idina Menzel (interprete); Kristen Anderson-Lopez, Robert Lopez (autori) – Let It Go (da Frozen - Il regno di ghiaccio)
- Tegan and Sara feat. The Lonely Island (interpreti); Joshua Bartholomes, Lisa Harriton, Shawn Patterson, Andy Samberg, Akiva Schaffer, Jorma Taccone (autori) – Everything Is Awesome (da The LEGO Movie)
- Ed Sheeran (interprete e autore) – I See Fire (da Lo Hobbit - La desolazione di Smaug)
- Glen Campbell (interprete e autore); Julian Raymond (coautore) – I'm Not Gonna Miss You (da Glen Campbell: I'll Be Me)
- Scarlett Johansson & Joaquin Phoenix (interpreti); Spike Jonze, Karen O (autori) – The Moon Song (da Lei)

### Composizioni/arrangiamenti

#### Miglior composizione strumentale
- John Williams – The Book Thief
- The Stanley Clarke Band – Last Train to Sanity
- Gordon Goodwin's Big Phat Band – Life in the Bubble
- Rufus Reid – Recognition
- Chris Thile & Edgar Meyer – Tarnation

#### Miglior arrangiamento, strumentale o a cappella
- Ben Bram, Mitch Grassi, Scott Hoying, Avi Kaplan, Kirstie Maldonado, Kevin Olusola, Pentatonix – Daft Punk
- Pete McGuinness (The Pete McGuinness Jazz Orchestra) – Beautiful Dreamer
- Gordon Goodwin (Gordon Goodwin's Big Phat Band) – Get Smart
- Alfredo Rodríguez (Alfredo Rodríguez) – Guantanamera
- Chris Walden (Amy Dickson) – Moon River

#### Miglior arrangiamento, strumenti e voce
- Billy Childs, arranger (Billy Childs Featuring Renée Fleming & Yo-Yo Ma) – New York Tendaberry
- Jeremy Fox, arranger (Jeremy Fox Featuring Kate McGarry) – All My Tomorrows
- Vince Mendoza, arranger (Mary Chapin Carpenter) – Goodnight America
- Gordon Goodwin, arranger (Gordon Goodwin's Big Phat Band) – Party Rockers
- Pete McGuinness, arranger (The Pete McGuinness Jazz Orchestra) – What Are You Doing The Rest Of Your Life?

### Produzione

#### Produttore dell'anno, non classico
- Max Martin
- Paul Epworth
- John Hill
- Jay Joyce
- Greg Kurstin

#### Produttore dell'anno, classico
- Judith Sherman
- Morten Lindberg
- Dmitriy Lipay
- Elaine Martone
- David Starobin

#### Miglior composizione remixata, non classica
- All of Me (Tiësto's Birthday Treatment Remix) - Tijs Michiel Verwest
- Falling Out (Ming Remix) - MING
- Pompeii (Audien Remix) - Audien
- The Rising (Eddie Amador Remix) - Eddie Amador
- Smile (Kaskade Edit) - Ryan Raddon
- Waves (Robin Schulz Remix) - Robin Schulz

### Videoclip/Film

#### Miglior videoclip
- Happy - Pharrell Williams;  We Are from LA (Pierre Dupaquier e Clement Durou) (registi); Kathleen Heffernan, Solal Micenmacher, Jett Steiger e Cedric Troadec (produttori)
- We Exist - Arcade Fire
- Turn Down for What - DJ Snake e Lil' Jon
- Chandelier - Sia
- The Golden Age - Woodkid ft. Max Richter